# Пролећна изложба УЛУС-а (2009)
Пролећна изложба УЛУС-а (2009), одржана у периоду од 23. априла до 31. маја 2009. године. Изложба је представљена у галеријском простору Удружења ликовних уметника Србије, односно у Уметничком павиљону "Цвијета Зузорић" у Београду. Уредник каталога и кустос изложбе, била је Наталија Церовић. 

## Уметнички савет УЛУС-а
- Весна Голубовић
- Срђан Ђиле Марковић
- Данкица Петровска
- Срђан Вукајловић
- Миланко Мандић
- Милена Максимовић Ковачевић
- Марко Калезић
- Мирослав Савић

## Излагачи
1. Небојша Алексић
2. Мира Антонијевић
3. Ристо Антуновић
4. Бошко Атанацковић
5. Александра Ацић
6. Зоран Бановић
7. Мирна Бацковић
8. Бојан Бикић
9. Ирена Бијелић Горењак
10. Љиљана Блажеска
11. Томислав Благојвић
12. Лидија Богдановић
13. Бадњар Бошковић
14. Милена Думенк
15. Данко Бркић
16. Габријела Булатовић
17. Катарина Булајић Павловић
18. Рената Буић
19. Жаарко Бјелица
20. Габриела Васић
21. Тамара Вајс
22. Слободан Врачар
23. Милка Вујовић
24. Сузана Вучковић
25. Вукан Вуканић
26. Небојша Вукадиновић
27. Срђан Вукајловић
28. Алина Гадомски Тодоровић
29. Милорад Гаврић
30. Оливера Гаврић Павић
31. Мила Гвардиол
32. Бранко Грујић
33. Иван Грачнер
34. Данијела Грачнер
35. Никола Гроздановић
36. Јелена Грујичић
37. Зоран Граовац
38. Светислав Гранић
39. Лидија Делић
40. Миленко Дивјак
41. Предраг Ђукић
42. Вања Ђорђевић
43. Немања Ђорђевић
44. Зоран Ђорђевић
45. Марио Ђиковић
46. Мирјана Ђошић
47. Миодраг Елезовић
48. Душица Жарковић
49. Милица Жарковић
50. Нина Живковић
51. Синиша Жикић
52. Милан Жунић
53. Јагода Живадиновић
54. Ивана Живић Јерковић
55. Иван Јеремић
56. Бојана Јоксимовић
57. Зорана Јанковић
58. Јастра Јелачић
59. Иван Јовановић
60. Иван Јурковић
61. Весна Кнежевић
62. Марија Каузларић
63. Бранимир Карановић
64. Родољуб Карановић
65. Марко Калезић
66. Милан Крајновић
67. Зоран Кричка
68. Јелена Крстић
69. Зоран Копривица
70. Миленко Коковић
71. Слободан Кузмановић
72. Ранка Лучић Јанковић
73. Милорад Лазић
74. Драгомир Лазаревић
75. Предраг Лојаница
76. Славица Лазић Дундас
77. Небојша Лазић
78. Маријана Маркоска
79. Катарина Капларски
80. Предраг Милићевић Барбериен
81. Јован Маринковић
82. Раде Марковић
83. Срђан Ђиле Марковић
84. Мома Марковић
85. Јелена Марковић
86. Милан Милосављевић
87. Јелена Минић
88. Власта Микић
89. Јован Миљковић
90. Бранимир Минић
91. Сандра Мркајић
92. Лепосава Милошевић Сибиновић
93. Биљана Миљковић
94. Небојша Милијашевић
95. Јагода Мићовић
96. Александар Младеновић Лека
97. Слађана Маринковић
98. Горица Милетић Омчикус
99. Милена Милосављевић
100. Надежда Марковски
101. Предраг Микалачки Фердо
102. Бранко Милановић
103. Владислав Мишић
104. Миодраг Млађовић
105. Ива Недељков
106. Ненад Николић
107. Бранко Николов
108. Борислава Недељковић Продановић
109. Милан Ненезић
110. Елизабета Новак
111. Александра Павићевић
112. Ставроарт Попчев Поптсис
113. Мице Поптсис
114. Ксенија Пантелић
115. Саша Петровић Бердујац
116. Бојана Петковић
117. Димитрије Пецић
118. Иван Павић
119. Ружица Беба Павловић
120. Пепа Пешћан
121. Мишко Петровић
122. Мишко Павловић
123. Тамара Пантић
124. Милица Петровић
125. Милица Прелић
126. Александра Ракоњац
127. Михаило Ристић
128. Владимир Ранковић
129. Александра Расулић
130. Симонида Радоњић
131. Маја Радојковић
132. Дарија Радаковић
133. Бранко Раковић
134. Кристина Ристић
135. Чедомир Ранђеловић
136. Кристина Рачић
137. Слободан Радојковић
138. Балша Рајчевић
139. Љиљана Стојановић
140. Татјана Симић
141. Нина Симоновић
142. Нађа Стаменовић
143. Вида Стефановић
144. Марија Спирић
145. Добри Стојановић
146. Снежана Свечак
147. Драгана Станаћев Пуача
148. Дуња Савчић
149. Небојша Стојковић
150. Станка Тодоровић
151. Томислав Тодоровић
152. Марко Тубић
153. Младен Тушуп
154. Рената Трифковић
155. Нина Тодоровић
156. Јована Терзић Милентијевић
157. Бранка Тинтор
158. Божо Терзић
159. Јована Ћосић
160. Тања Уверић
161. Даниела Фулгоси
162. Мирољуб Филиповић
163. Марјан Флоршиц
164. Ивана Флегер
165. Драган Цоха
166. Сања Црњански
167. Биљана Царић
168. Ана Церовић
169. Драган Цветковић
170. Ненад Цветковић
171. Иван Шулетић
172. Јелена Шалинић Терзић

## Награђени излагачи
- Награду за сликарство, Златну палету, добио је сликар Милан Ненезић, за радове Тренутак после и Тако сам лепа.
- Награда за скулптуру, Златно длето, припала је Бошку Атанацковићу, за инсталацију Стуб.
- Награда за проширени медиј, припала је коауторском видео раду Операција слике Маријане Маркоске и Катарине Капларски.
- Награду за графику, Златну иглу, деле Жарко Бјелица за цртеж Снимак плућа, и Сандра Мркајић за рад Папирни обелиск.[1]